# 拟长鳅
拟长鳅（学名：Acanthopsoides gracilis）为輻鰭魚綱鯉形目鳅科拟长鳅属的鱼类。分布于泰国以及澜沧江下游江段等，棲息在中大型河川，以昆蟲及藻類為食，生活習性不明。该物种的模式产地在泰国清迈。
其种加词来源于拉丁文“gracilis”，意为“纤细的”。